# Петелей
Петелей (рум. Petelei) — село у повіті Алба в Румунії. Входить до складу комуни Пояна-Вадулуй.
Село розташоване на відстані 336 км на північний захід від Бухареста, 68 км на північний захід від Алба-Юлії, 70 км на південний захід від Клуж-Напоки, 143 км на північний схід від Тімішоари.

## Населення
За даними перепису населення 2002 року у селі проживали 79 осіб, усі — румуни. Усі жителі села рідною мовою назвали румунську.